# Аини
Аини (у неким изворима Аину) први су народ који је населио данашња јапанска острва. Данас их има на јужним и источним обалама острва Хокаидо, делом на Сахалину, на најјужнијем делу полуострва Камчатка и на Курилским острвима. Аини, који говоре аинским језиком, данас живе искључиво у Јапану.
Реч аину значи „човек“ на аинском језику. Верује се да данас има преко 200.000 Аина, међутим њихов тачан број није познат јер многи Аини крију своје порекло или га уопште нису свесни, најчешће због тога што су их родитељи хтели заштитити од расизма.
Аини су високи људи и имају изражену косматост делова тела. Одећа им је специфична, као и религија.

## Порекло
У Јапану су дуго времена доминирали ставови који су Аине описивали као расу „племенитих дивљака“, односно поносну, али самоизоловану културу ловаца-сакупљача. Тај мит је постао омиљени аргумент у сврху оправдавања јапанског отимања аинске земље. У ствари, Аини су били земљорадници од самих почетака Нове ере.
Верује се да Аини воде порекло од народа Џомон, првих становника Јапана у неолиту (7500—300. п. н. е.). Сродна етничка група су им највероватније Емиши, домородачко становништво источног и северног Хоншуа, које је у периоду од 4. до 10. века покорено и асимиловано од стране Јапанаца.

## Миграције
Крајем 20. века су се јавиле многе спекулације о томе да би Аини могли бити једни од првих група које су населиле Северну Америку. Ова теорија се углавном заснива на костурима као и траговима културе међу многим племенима која живе у западном делу Северне Америке и неким деловима Латинске Америке. Северна Америка је имала неколико различитих етничких група међу својим првим досељеницима - Аини су били једни од њих, можда чак и први. Најпознатији доказ у прилог овој тврдњи је Кеневијски човек.
Проучавање генетске мапе је показало матрицу генетске експанзије из области око Јапанског мора према остатку источне Азије и америчком континенту. Ово се сматра трећим највећим генетским покретом у источној Азији (након „Велике експанзије“ с афричког континента, те друге експанзије из области северног Сибира), што би је ускладило са сазнањима везаним уз рани период Џомона.

## Историја
На самом почетку, контакти између Аина и Јапанаца су били пријатељски и обе стране су се сматрале равноправним у трговини. Међутим, с временом су Јапанци почели доминирати у том односу, и ускоро су саграђена велика насеља на рубовима територије Аина. Како су се Јапанци померали на север и преузимали њихову земљу, Аини су се често повлачили без икаквог отпора, иако је понекад било и краћих ратова као 1457, 1669. и 1789. године, где су Аини поражени. Јапанска политика је постала концентрисана на асимилацију Аина у периоду Меиџи, па је Аинима забрањено коришћење сопственог језика, а терани су на бављење земљорадњом на за то посебно одређеном владином земљишту. Такође, Аине је јапанска рибарска индустрија користила као полуропску радну снагу. Острво Хокаидо је било познато као Езо или Езо-чи за време периода Едо. За време Меиџи револуције промењено му је име у Хокаидо као део напора да се јапански национални дух „уједини“ под вођством Цара, те тако уклоне сви локални идентитети и аутономија различитих јапанских регија.
Пре тога су Аинима управљали по тројица наследних поглавица у сваком селу, а земља је била подељена у три области: Сару, Усу и Исхикари, над којима је контролу држао Сару, иако односи између становника нису били блиски, а мешани бракови избегавани. Поглавице нису имале судских овлашћења; о судбини злочинаца се одлучивало на скупштинама свих сељана. Није било смртне ни затворске казне, а као крајња казна се употребљавало премлаћивање, осим у случају убиства, када би се починиоцу одрезали нос, уши и пете. Мешани бракови између Јапанаца и Аина нису били реткост, а поготово у Самбутсу на источној обали постоје многа деца која потичу из тих веза.
Аини су тако постали јапански грађани и предметом јапанских закона. Данас многи Аини презиру израз „Аини” и више воле да се називају „Утар” (друг на аинском језику). Оба назива се користе у службеним документима.

## Географија
Након Руско-јапанског рата, готово сви Аини живе у Јапану. Мали број Аина данас живи на Сахалину, већином потомци сахалинских Аина који су прво били протерани, а потом враћени. Такође постоји аинска мањина на најјужнијем делу полуострва Камчатка и на Курилским острвима. Међутим, Аини, који говоре аинским језиком, данас живе искључиво у Јапану. Углавном су концентрисани на јужним и источним обала острва Хокаидо.
Захваљујући мешаним браковима са Јапанцима те сталној асимилацији у доминантну културу, данас има мало правих аинских насеља. Многа „аутентична аинска села“ која се рекламирају на Хокаиду су чисто туристичка атракција.

## Култура
Традиционална Аинска култура се прилично разликује од јапанске културе. Мушкарци се након одређеног доба престају бријати и пуштају дуге браде и бркове. И мушкарци и жене режу косе са стране до нивоа рамена, али позади је режу у облику полукруга. За боју се користила чађ на чинији обешеној изнад горуће брезовине.
Њихова традиционална одећа се прави од коре бреста. Има дуге рукаве који досежу све до стопала, обмотана је око тела, и везана појасом од истог материјала. Жене носе доње рубље од јапанских тканина. Зими се носе животињске коже, с чарапама од јеленске коже и чизмама направљеним од псеће или лососове коже. Оба пола воле минђуше, за које се тврди да се у прошлости правила од винове лозе, исто као и огрлице зване тамасаи, које њихове жене јако воле.
Њихова традиционална кухиња се састоји од меса медведа, лисице, вука, јазавца, вола или коња, рибе, птица, проса, поврћа, биља и корења. Никада не једу сирово месо или рибу, него га увек кувају или пеку.
Њихова традиционална станишта су колибе обложене трском, без икаквих соба и са огњиштем у средини. Нема димњака него једино рупа у углу крова; постоји један прозор на источној страни и двоје врата. Кућа сеоског поглавара служи за скупштине када се за то укаже потреба. Уместо столица, Аини седе на поду покривеном с два слоја покривача, једним од рогоза, другим од божура; кревети су им од дасака, мадраце вешају између мотки а користе кожу као покриваче.
Мушкарци користе штапиће за јело; жене користе дрвене кашике. Аинска кухиња се не конзумира ван аинске заједнице; постоји само неколико аинских ресторана у Јапану, углавном у Токију и на Хокаиду.

## Религија
Аини су анимисти, односно верују да све природне ствари унутар себе имају у себи камуи (божански дух). Постоји хијерархија камуиа. Најважнији је Бака огњиште (ватра), затим камуи планине (животиње), затим камуи море (морске животиње), а потом све остало.
Аини немају професионалних свештеника. Сеоски поглавица води све потребне верске церемоније; оне се своде на жртве-љеванице пиринчаног вина, молитве и нуђење врбених изрезбарених штапића боговима. Ти се штапићи називају Инау (једнина) и нуса (множина). Стављају се на олтар заједно с главама убијених животиња. Аини се захваљују боговима пре јела и моле божанствима за време пожара и болести. Верују како су њихови духови бесмртни, и да ће бити награђени у загробном животу уздизањем у камуи мосир (Земљу богова).
Део Аина на северу је прихватио православље од Руске православне цркве.